# Eurycorypha securifera
Eurycorypha securifera är en insektsart som beskrevs av Brunner von Wattenwyl 1878. Eurycorypha securifera ingår i släktet Eurycorypha och familjen vårtbitare. Inga underarter finns listade i Catalogue of Life.